# Marquess of Downshire

Wappen des Marquess of Downshire

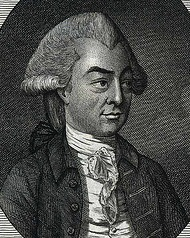
Wills Hill, 1. Marquess of Downshire

Marquess of Downshire ist ein erblicher britischer Adelstitel in der Peerage of Ireland.
Familiensitz war Easthampstead Park in Berkshire und ist heute Clifton Castle in North Yorkshire. Der jeweilige Marquess ist auch erblicher Constables of Hillsborough Fort.

## Verleihung und nachgeordnete Titel
Der Titel wurde am 20. August 1789 für Wills Hill, 1. Earl of Hillsborough geschaffen.
Bereits am 3. Oktober 1751 war er in der Peerage of Ireland zum Earl of Hillsborough und Viscount Kilwarlin in the County of Down erhoben worden; beide Titel wurden mit dem besonderen Zusatz verliehen, dass der Titel in Ermangelung eigener männlicher Nachkommen auch an seinen Onkel Arthur Hill-Trevor, 1. Viscount Dungannon und dessen männliche Nachkommen vererbbar sei. Zudem waren ihm in der Peerage of Great Britain am 17. November 1756 der Titel Baron Harwich, of Harwich in the County of Essex, und am 28. August 1772 die Titel Earl of Hillsborough und Viscount Fairford in the County of Gloucester verliehen worden. Außerdem hatte er bereits 1742 den am 21. August 1717 seinem Vater verliehenen Titel Viscount Hillsborough und Baron Hill of Kilwarlin, beide in der Peerage of Ireland, geerbt. Der 9. Marquess erbte zudem 2013 von einem Urgroßonkel zweiten Grades den 19. Juni 1802 in der Peerage of the United Kingdom geschaffenen Titel 8. Baron Sandys, of Ombersley in the County of Worcester. Die genannten Titel werden seither als nachgeordnete Titel des Marquess of Downshire geführt.

## Liste der Viscounts Hillsborough und Marquesses of Downshire

### Viscounts Hillsborough (1717)
- Trevor Hill, 1. Viscount Hillsborough (1693–1742)
- Wills Hill, 2. Viscount Hillsborough (1718–1793) (1789 zum Marquess of Downshire erhoben)

### Marquesses of Downshire (1789)
- Wills Hill, 1. Marquess of Downshire (1718–1793)
- Arthur Hill, 2. Marquess of Downshire (1753–1801)
- Arthur Hill, 3. Marquess of Downshire (1788–1845)
- Arthur Hill, 4. Marquess of Downshire (1812–1868)
- Arthur Hill, 5. Marquess of Downshire (1844–1874)
- Arthur Hill, 6. Marquess of Downshire (1871–1918)
- Arthur Hill, 7. Marquess of Downshire (1894–1989)
- Arthur Hill, 8. Marquess of Downshire (1929–2003)
- Nicholas Hill, 9. Marquess of Downshire (* 1959)

Heir apparent ist der Sohn des aktuellen Titelinhabers Edmund Hill, Earl of Hillsborough (* 1996).